# Karlivka
Karlivka (în ucraineană Карлівка) este un sat în comuna Antonivka din raionul Nova Odesa, regiunea Mîkolaiiv, Ucraina.

## Demografie
Componența lingvistică a localității Karlivka
     Ucraineană (89,41%)
     Rusă (10,59%)
Conform recensământului din 2001, majoritatea populației localității Karlivka era vorbitoare de ucraineană (89,41%), existând în minoritate și vorbitori de rusă (10,59%).

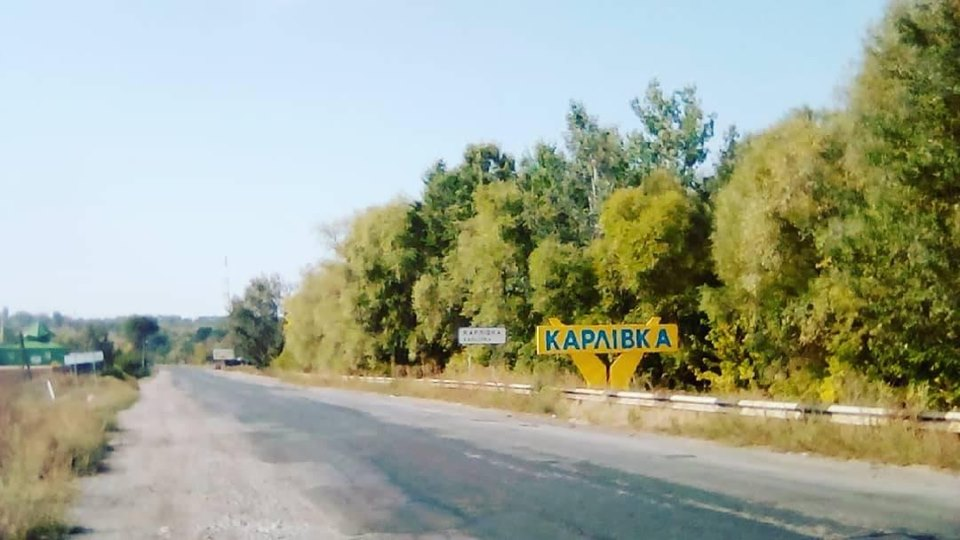

## Personalități marcante
- Trofim Lîsenko, (1898-1976), inginer agronom ucrainean sovietic, promotor al teoriilor agricole pseudo-stiintifice, care a fost politica oficială sovietică
- Nikolai Podgornii, (1903-1983), politician sovietic, președinte al Prezidiului Sovietului Suprem (1965-1977)
- Semion Ignatiev, (1904-1983), politician sovietic, Ministrul de Interne sub Stalin (1951-1953)